# Volgodonskoj rajon
Il Volgodonskoj rajon, in russo Волгодонской район?, è un rajon dell'Oblast' di Rostov, nella Russia europea. Istituito nel 1983, il capoluogo è Romanovskaja.